# مستشفى حميات
مستشفى الحميات (بالإنجليزية: Fever hospital)‏ أو مستشفى العزل (بالإنجليزية: Isolation hospital)‏ هو مستشفى للأمراض المعدية مثل الحمى القرمزية والجدري. والغرض منها هو علاج الأشخاص المصابين مع عزلهم عن عامة السكان.
أصبحت هذة المستشفيات شائعة في إنجلترا عندما تم تمرير القوانين في نهاية القرن التاسع عشر، والتي تتطلب الإبلاغ عن الأمراض المعدية حتى يتمكن مسؤولو الصحة العامة من ضمان عزل المرضى. خلال القرن العشرين، قلل التحصين والمضادات الحيوية من تأثير هذه الأمراض. بعد إدخال هيئة الخدمات الصحية الوطنية في عام 1948، تم إغلاق المستشفيات بحيث لم يتبق سوى القليل بحلول عام 1968.
يظل مفهوم المستشفى المخصص للعزل والرعاية أثناء تفشي مرض معدٍ مناسبًا في القرن الحادي والعشرين، إلى الحد الذي لا تستطيع فيه جهود الصحة العامة تقليل مخاطر تفشي المرض إلى الصفر (على الرغم من أنها تظل حرجة، وأكثر من دفع ثمن أنفسهم، عن طريق تقليل المخاطر إلى مستويات منخفضة غير صفرية).
جائحة كورونا قدمت أمثلة على مستشفيات مخصصة مؤقتة أو (خاصة) أجنحة أو ملاحق للمستشفيات، والتي تُعرف أحيانًا باسم عيادات الحمى.

## مستشفيات حميات حول العالم

### مصر
- مستشفى الحميات والجهاز الهضمي والكبد بالعباسية.
- مستشفى حميات قنا.